# Uzmani
Uzmani so naselje v Občini Velike Lašče.